# Mary King (Reiterin)
Mary Elizabeth Thomson-King, MBE (* 8. Juni 1961 in Newark-on-Trent, Nottinghamshire, als Mary Elizabeth Thomson) ist eine britische Vielseitigkeitsreiterin und sechsmalige Olympiateilnehmerin.

## Karriere
Sie gewann sechs Mal Team-Gold bei Welt- und Europameisterschaften. Zudem war sie vier Mal britische Meisterin. In den Jahren 1992, 1996, 2000, 2004, 2008 und 2012 startete sie bei den Olympischen Spielen. Mary King arbeitete zwei Jahre bei Sheila Willcox und konnte viel von ihr lernen.

## Privates
1995 heiratete sie Alan „David“ King, mit dem sie zwei Kinder hat. Die Familie lebt in Devon.

## Pferde

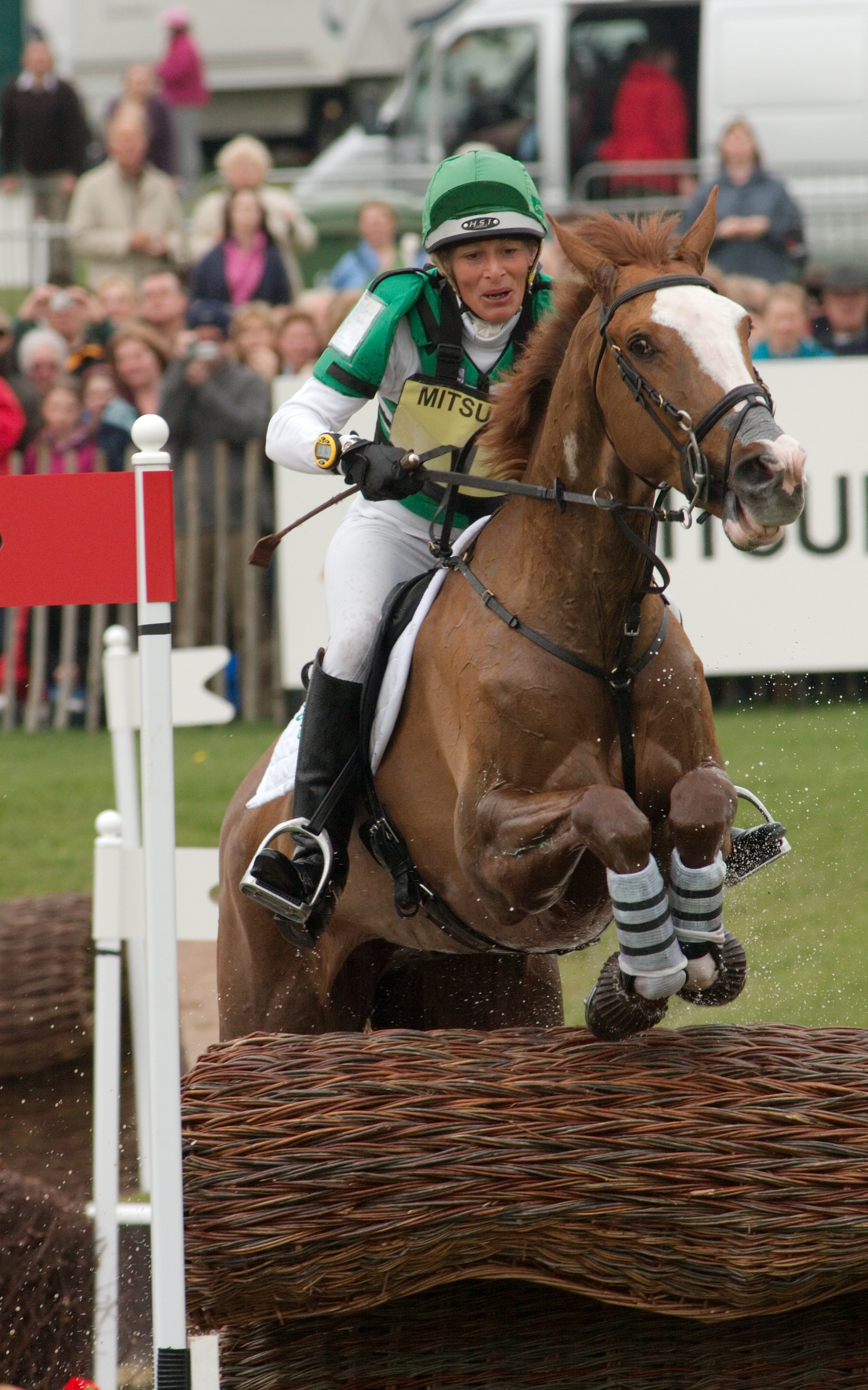
Mary King mit Appache Sauce

- Kings Temptress (* 2000), britische Sportpferde-Stute, Vater: Primitive Rising xx, Muttervater: Louella Inschallah II[3][4]
- Appache Sauce (* 1996; † Oktober 2012), Vater: Endoli xx, Muttervater: Colman; wurde ab Sommer 2012 von Emily King geritten[5][6][7]
- Call Again Cavalier (* 1992; † 30. November 2008), Vater: Cavalier Royale, am 30. November 2008 aufgrund eines Beinbruchs beim Express Eventing International Cup in Cardiff eingeschläfert.